# Syncaris pacifica
Syncaris pacifica е вид ракообразно от семейство Atyidae. Видът е застрашен от изчезване.

## Разпространение
Разпространен е в САЩ (Калифорния).